# Voo China Airlines 120
O voo China Airlines 120 foi um voo regular de um Boeing 737-800 que partiu a 20 de agosto de 2007 do Aeroporto Internacional de Taiwan, em Taipé, República da China, para o Aeroporto de Naha, em Okinawa, Japão, onde explodiu sem causar mortes.

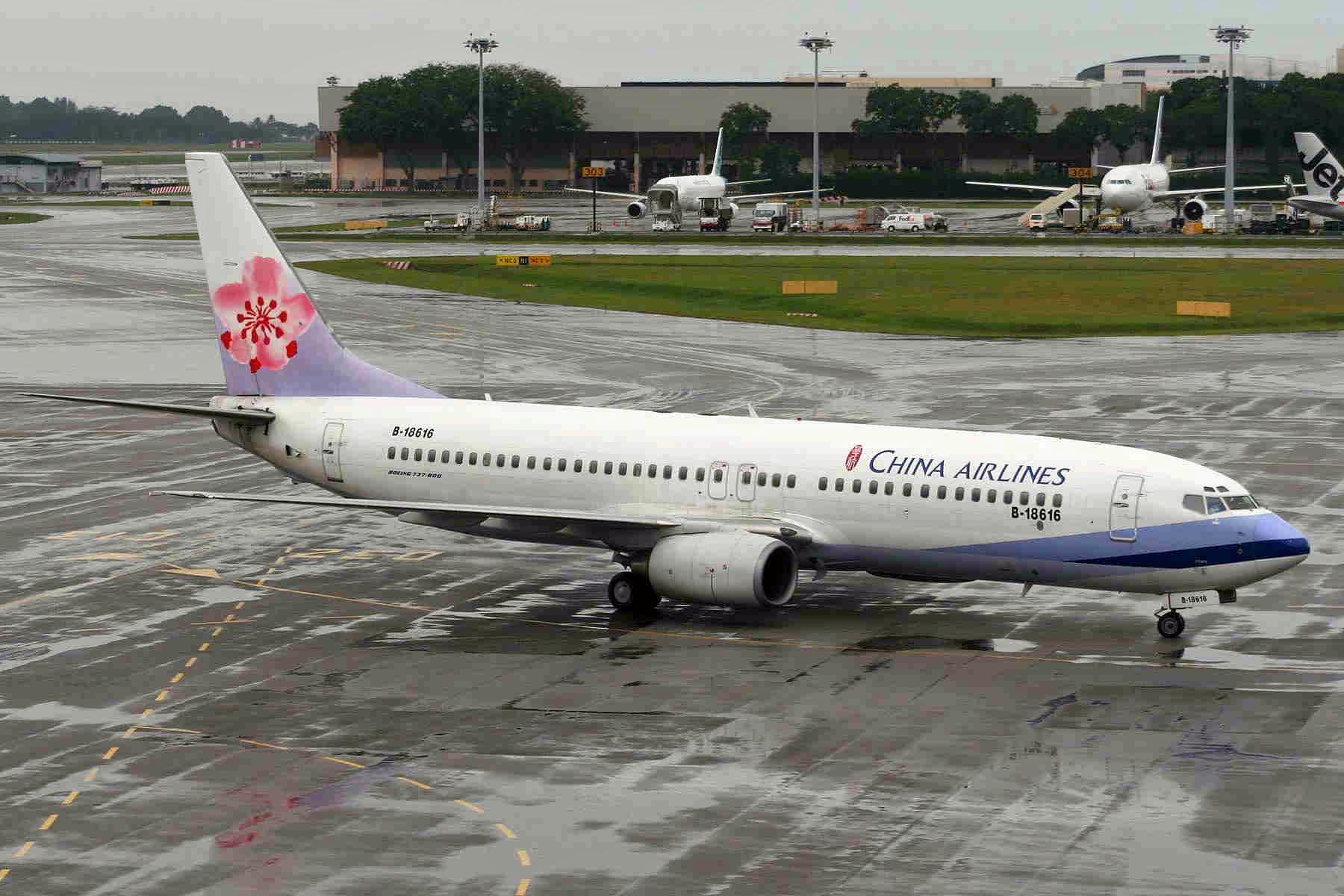
B-18616, a aeronave envolvida no acidente

## O Incidente
O voo decorreu sem problemas e o avião aterrissou normalmente, às 10h26, taxiando até a área de desembarque, ocasião em que o pessoal de apoio no solo percebeu, às 10h34, fumaça saindo do motor número 2. Informado da situação pelo controle de tráfego aéreo do aeroporto, o comandante ordenou a evacuação de emergência. Todos os 157 passageiros conseguiram escapar incólumes pelas rampas infláveis. Dos oito tripulantes que também saíram a tempo, o primeiro oficial e o comandante fugiram pelas janelas da cabine, sendo que o comandante saltou justo no momento em que explodiu violentamente o combustível que vazava do tanque de combustível, causando um incêndio que praticamente destruiu a aeronave, antes da intervenção do corpo de bombeiros do aeroporto.

## Investigação das causas
Conforme investigações realizadas após o acidente, houve um vazamento de combustível na asa direita, que motivou o incêndio em razão das elevadas temperaturas dos motores. O vazamento ocorreu em razão da perfuração do tanque de combustível existente nessa asa, motivada por um parafuso frouxo que produziu um furo de 2 a 3 cm de diâmetro no tanque.

## Medidas imediatas de prevenção
Para evitar incidentes similares com modelos idênticos de aeronaves e possibilitar a inspeção delas, foram suspensos todos os voos dos 13 Boeing 737-800 em serviço em Formosa: 10 pertencentes à China Airlines, dois à Mandarin Airlines e um à Força Aérea da República da China. Nenhuma anormalidade foi observada e os aviões voltaram a operar.
A 25 de agosto de 2007, as autoridades da Aviação Civil dos Estados Unidos (FAA - United States Federal Aviation Administration) ordenaram inspeções de emergência, a serem realizadas no prazo de 24 dias, de todos os aparelhos da nova geração da aviões Boeing 737 (-600, -700. -800, -900 e -900ER), depois que os investigadores descobriram que um parafuso frouxo havia perfurado o tanque de combustível do 737-800 da China Airlines que foi destruído pelo fogo. Três dias depois, nova ordem foi emitida pela FAA, reduzindo o prazo para inspeção a dez dias, considerando-se a seriedade do problema detectado.